# Сафуанов Суфіян Гаязович
Суфіян Гаязович Сафуанов (башк. Суфиян Ғаяз улы Сафуанов); 2 жовтня 1931, с. Бікметово Туймазинського району, Башкирська АРСР — 30 листопада 2009, Уфа) — письменник, філолог, літературознавець, Заслужений діяч науки Башкирської АРСР (1981). Член Союзу письменників Башкирської АРСР (1963).

## Біографія
Суфіян Гаязович Сафуанов народився 2 жовтня 1931 року в селі Бікметово Туймазинського району Башкирської АРСР в сім'ї колгоспника.
Закінчив Бугульминське педагогічне училище, в 1957 році — історико-філологічний факультет Казанського педагогічного інституту.
Працював з 1957 по 1994 рік науковим співробітником Інституту історії, мови та літератури Уфимського наукового центру РАН, з 1996 року — завідувачем кафедри татарськой філології Башкирського педагогічного інституту, професор з 1997 року.
В 1962 році захистив дисертацію та здобув науковий ступінь кандидата філологічних наук.
Помер 30 листопада 2009 року в Уфі.

## Наукова та творча діяльність
Писати почав під час навчання в училищі. З 1949 року друкував свої розповіді та нариси. Літературною критикою займається з 50-х років. Писав статті про башкирську прозу, історію башкирської літератури та літературні зв'язки.
Суфіян Гаязович Сафуанов — автор монографії про життя та творчість письменника Алі Карная (1961), нарису про творчість Анвера Бикчентаєва, монографії про зв'язки башкирської літератури з літературами народів СРСР «Віхи дружби та братства» («Дуслыҡ, туғанлыҡ сәхифәләре», 1976), монографії «Проблеми розвитку башкирської дитячої літератури» (Уфа, 1988), збірок «Пісня залишається в строю», нарису «Тукай в Башкирії» («Туҡай Башҡортостанда», 1960).
С. Г. Сафуанов співавтор «Нарисів історії башкирської радянської літератури», 4-го тому шеститомної «Історії багатонаціональної радянської літератури» (1972), «Історії татарської літератури» (1989), четвертого, п'ятого та шостого томів шеститомного видання «Башкирія в російській літературі», нарису «О. С. Пушкін і Башкортостан». Він склав збірку творів молодих башкирських письменників, загиблих в роки Другої світової війни.

## Нагороди і звання
- Заслужений діяч науки Башкирської АРСР (1981);
- Лауреат Уральської премії ім. В. П. Бірюкова (1988);
- Премія імені Фатіха Каріма.

## Вибрані праці
- Башҡорт совет әҙәбиәте тарихы. Очерктар, Өфө, 1967.